# Àngel Boixader i Roura
Àngel Boixader i Roura (Vic, 1889 – Barcelona, 1935) fou un poeta reconegut. De jove marxa a l'Argentina.
Poeta <En Patufet> i <Escena Catalana> foren els primers vehicles dels seus treballs literaris. Als 25 anys marxà a l'Argentina. Guanyà importants premis en els Jocs Florals de Barcelonai Buenos Aires. Presidí el Casal Català. Mantenidor dels Jocs en aquell país. Fundà la Lliga Espiritual de la Mare de Déu de Montserrat, filial de la Institució barcelonina, President de l'Associació Protectora de l'Ensenyança Catalana. El 1918 costejà un improperi, L'Oració de l'Hort, que figurà en la processó vigatana de Setmana Santa. <L'Ilustració Catalana> li dedicà el número 36 de <Lectura Popular>.